# 南洞駅
南洞駅（ナムドンえき、朝鮮語: 남동역）は、朝鮮民主主義人民共和国平安南道粛川郡にある道駅で、安州炭鉱線（南洞支線）と南洞線に属する。 

## 隣の駅
安州炭鉱線（南洞支線）
三川浦駅 - 南洞駅
南洞線
万豊駅 - 南洞駅